# Пири Рейдер
Пири Рейдер (англ. Peary Rader; 17 октября 1909, Перу, Небраска — 24 ноября 1991, Аллайанс, Небраска) — американский бодибилдер и журналист, основатель и активный автор журнала Iron Man. Внёс значительный вклад в пропаганду бодибилдинга.

## Биография
Пири Рейдер родился 17 октября 1909 года в США. В 12 лет начал тренировки. Пири был ростом 187 см и весил около 55 кг. После 10 лет занятий с железом по всем известным программам Пири не достиг почти никаких результатов. Впоследствии Пири узнал о программе дыхательных приседаний из одного подхода на 20 повторений, автором которой был Марк Г. Берри. Благодаря этой программе Пири нарастил 5 кг мышц уже за первый месяц тренировок и около 50 кг за следующие 2 года. В результате он стал чемпионом штата по тяжёлой атлетике.
В 1936 году Пири Рейдер женился на Мейбел Кирхнер, вместе с которой основал журнал «Iron Man» и являлся его главным редактором и публикатором на протяжении 50 лет. За это время Пири опубликовал на страницах «Iron Man» около 1300 своих статей, посвящённых бодибилдингу. Кроме этого, занимаясь приседаниями, Пири придумал упражнение, известное как «тяга Рейдера». Оно направлено на расширение грудной клетки и выполняется как правило в комплексе с дыхательными приседаниями.
Пири Рейдер скончался 24 ноября 1991 года в США. Он внёс огромный вклад в популяризацию бодибилдинга и силовых видов спорта, вдохновляя людей своим примером и мотивируя их на занятия спортом.